# Tatjana Jelača
Tatjana Jelača (in serbo Татјана Јелача?; 10 agosto 1990) è una giavellottista serba.

## Palmarès
| Anno | Manifestazione          | Sede       | Evento                 | Risultato      | Prestazione | Note             |
| ---- | ----------------------- | ---------- | ---------------------- | -------------- | ----------- | ---------------- |
| 2007 | Mondiali allievi        | Ostrava    | Lancio del giavellotto | 6ª             | 48,12 m     |                  |
| 2008 | Mondiali juniores       | Bydgoszcz  | Lancio del giavellotto | Bronzo         | 58,77 m     |                  |
| 2008 | Olimpiadi               | Pechino    | Lancio del giavellotto | Qualificazione | nm          |                  |
| 2009 | Europei juniores        | Novi Sad   | Lancio del giavellotto | Oro            | 60,35 m     |                  |
| 2010 | Europei                 | Barcellona | Lancio del giavellotto | 12ª            | 52,13 m     |                  |
| 2011 | Europei under 23        | Ostrava    | Lancio del giavellotto | 7ª             | 55,44 m     |                  |
| 2011 | Mondiali                | Taegu      | Lancio del giavellotto | 23ª (q)        | 56,68 m     |                  |
| 2012 | Europei                 | Helsinki   | Lancio del giavellotto | 7ª             | 57,58 m     |                  |
| 2012 | Giochi olimpici         | Londra     | Lancio del giavellotto | 26ª            | 57,09 m     |                  |
| 2013 | Giochi del Mediterraneo | Mersin     | Lancio del giavellotto | Argento        | 57,88 m     |                  |
| 2013 | Mondiali                | Mosca      | Lancio del giavellotto | 9ª             | 60,81 m     |                  |
| 2014 | Europei                 | Zurigo     | Lancio del giavellotto | Argento        | 64,21 m     | Record nazionale |